# Daalgrimbie
Daalgrimbie is een gehucht langs de oude heerweg die van Opgrimbie naar Mechelen-aan-de-Maas loopt.
Oorspronkelijk tot hetzelfde domein als Opgrimbie behorend, werd het waarschijnlijk in de 9e of 10e eeuw daarvan afgesplitst en ging het min of meer deel uitmaken van Mechelen-aan-de-Maas, hoewel het daarbinnen een eigen zelfstandige wijk vormde met een jaarlijks verkozen burgemeester. Nadat het ancien régime werd opgeheven kwam het bij de gemeente Mechelen-aan-de-Maas, om in 1851 bij Opgrimbie gevoegd te worden. Op kerkelijk gebied vond Daalgrimbie reeds in 1842 aansluiting bij de Sint-Christoffelparochie van Opgrimbie.